# Pseudognaphalium marrum
Pseudognaphalium marrum là một loài thực vật có hoa trong họ Cúc. Loài này được Hilliard miêu tả khoa học đầu tiên.